# 埃卢瓦斯
埃卢瓦斯（法語：Éloise，法語發音：[elwaz]）是法国上萨瓦省的一个市镇，位于该省西部偏北，属于圣于连昂热讷瓦区。

## 地理
埃卢瓦斯（46°4'48"N, 5°51'30"E）面积8.95 平方千米，位于法国奥弗涅-罗讷-阿尔卑斯大区上萨瓦省，该省份为法国东部省份，历史上为薩伏依的一部分，北与瑞士接壤，西接安省，南至萨瓦省，东与瑞士和意大利接壤。
与埃卢瓦斯接壤的市镇（或旧市镇、城区）包括：莱阿、谢讷昂瑟米讷、克拉拉丰-阿尔西讷、罗讷河畔圣日耳曼、瓦尔瑟罗讷。
埃卢瓦斯的时区为UTC+01:00、UTC+02:00（夏令时）。

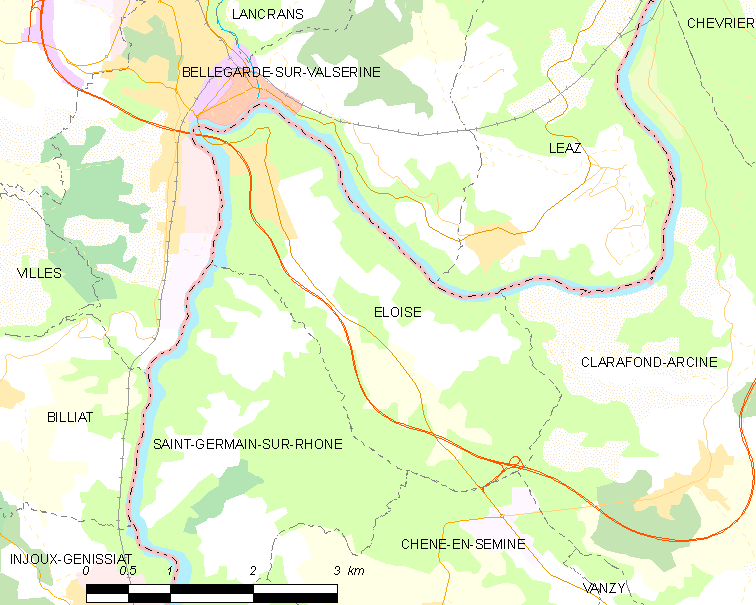
埃卢瓦斯的OSM定位图

## 行政
埃卢瓦斯的邮政编码为01200，INSEE市镇编码为74109。

## 政治
埃卢瓦斯所属的省级选区为圣于连昂热讷瓦县。

## 交通
法国国家A40高速公路经过境内并设有出入口，另有上萨瓦省省道D1508线经过境内。

## 人口

1962-2008年间埃卢瓦斯人口变化图示

埃卢瓦斯于2022年1月1日时的人口数量为935人。